# Gnathophausia scapularis
Gnathophausia scapularis is een kreeftachtigensoort uit de familie van de Gnathophausiidae. De wetenschappelijke naam van de soort is voor het eerst geldig gepubliceerd in 1906 door Ortmann.